# Plagányi Zsolt
Plagányi Zsolt (Budapest, 1965. január 30. –) a BVSC úszóedzője.

## Élete
Korábbi klubjai: Egri Úszó Klub, Törökbálinti Úszó Egyesület, Érdi Úszó Klub, Budapesti Spartacus
Eredményes és sikeres úszóedző. Tanítványai között van számontartva többek között Cseh László, Németh Nándor, Grátz Benjamin, Burián Katalin. Milák Kristófnak is edzője volt régebben. Kovács Ágnes olimpiai bajnok úszó nevelőedzője.[forrás?]
Aktív sportolóként atletizált a MAFC-ban, valamint vívott a OSC-ben. Később diplomát testnevelő edzőként szerzett a TF-en.[forrás?]

## Díjai, elismerései
- Mesteredző (2023)[1]